# 山口奈々花
山口 奈々花（やまぐち ななか、2001年7月22日 - ）は、日本の女子バスケットボール選手である。ポジションはパワーフォワード。Wリーグのアイシン ウィングス所属。

## 来歴
石川県出身。
鵬学園高校でインターハイに出場し、U17日本代表にも選ばれワールドカップ出場。
2020年、アイシン ウィングスにアーリーエントリーを経て加入。

## 日本代表歴
- 2018年U17ワールドカップ